# Szvitocs (vállalat)
A Szvitocs (ukránul: Світоч) az ukrajnai Lvivben működő édesipari vállalat. A cég története más néven 1882-ig nyúlik vissza, ezen a néven 1962-ben jött létre. 1998-tól a svájci Nestlé tulajdonában van.
A cég telephelye Lviv Sevcsenkivszkij kerületében, a Pidzamcse városrészben, a Tkacka utca 10. sz. alatt található.
1962. május 10-én Lvivben több környékbeli édesipari üzemet vontak össze Cservona Trojanda néven. Az új vállalatba integrálták a Csortkivi Édességgyárat, a Bolsevik édességgyárat, valamint a Kirov édesipari vállalatot. 1962. augusztus 3-án a céget átnevezték, az új elnevezése Szvitocs lett. Az első években a technológia megújítására és a termékválaszték bővítésére került sor. Az 1960-as évek második felében egy új ötemeletes gyárépületet építettek. Az 1980-as évek elején a cég már több mint harmincféle terméket állított elő, és a Szovjetunióban a legjobb édességgyárak közé tartozott. Lviv központjában, a Sevcsenko sugárúton saját márkaboltot is nyitottak.
1998-ban a svájci Nestlé vásárolta meg az időközben részvénytársasággá alakult Szvitocs részvényeinek többségét. 2007-ben a céget átszervezték, és a cégformát a zártkörűen működő részvénytársasági formáról korlátolt felelősségű társasággá módosították.
A Nestlé jelentős tőkebefektetéseket hajtott végre és modernizálták a gyártástechnológiát. 2009-től Nescafe kávétermékeket is gyártanak. A Nestlé 2013-ban 4,4 millió dollárt költött a Szvitocs modernizálására. A cég több régi szovjet csokimárka gyártását újította fel modern technológiával, ilyen pl. az Artek nápolyi.
A Szvitocs, illetve a Nestlé Ukrajina elsősorban az ukrán piacra gyárt termékeket, ezen kívül csak Moldovába szállít.